# ساعت کوانتومی
یک ساعت کوانتومی ساعتی است که یون‌های آلومینیوم و برلیوم را در سلول‌های الکترومغناطیسی به دام انداخته و سپس با استفاده از لیزر آن‌ها را تا دمای نزدیک صفر مطلق سرد می‌کند. این ساعت توسط فیزیکدانان مؤسسه ملی فناوری و استانداردها طراحی و توسعه یافته‌است. این ساعت ۳۷ بار دقیق تر از استانداردهای بین‌المللی موجود است.

## عملکرد
ساعت‌های کوانتومی مبنی بر آلومینیوم و ساعت‌های اتمی مبتنی بر جیوه، زمان را بر اساس ارتعاش یون‌ها در فرکانس‌های نوری که از یک لیزر فرابنفش محاسبه می‌کنند که ۱۰۰۰۰۰ بار بیشتر از فرکانس‌های مایکروویو استفاده شده در NIST-F1 و سایر استانداردهای مشابه در جهان است. ساعت‌های کوانتومی شبیه به این قادر هستند زمان را به واحدهای کوچکتری تقسیم کنند و به مراتب دقیق تر از استانداردهای مایکروویو هستند. این ساعت‌ها هر ۱۵ میلیارد سال یک ثانیه را از دست می‌دهند در حالیکه در حال حاضر ساعت استاندارد بین‌المللی NIST-F1 در هر ۱۰۰ میلیون سال یک ثانیه را از دست می‌دهد.
در ساعت‌های کوانتومی نمی‌توانیم کوچک‌ترین واحد تقسیم شده یک ثانیه را اندازه‌گیری کنیم زیرا کوچک‌ترین واحد ثانیه بر اساس NIST-F1 تعریف شده‌است که نمی‌تواند ساعت کوانتومی را که دقیق تر است مورد اندازه‌گیری قرار دهد.
با این وجود فرکانس این ساعت‌ها با توجه به استانداردهای فعلی به میزان ۱۱۲۱۰۱۵۳۹۳۲۰۷۸۵۷٫۴ هرتز اندازه‌گیری شده‌است.

## دقت
ساعت کوانتومی بسیار دقیق است، زیرا این ساعت نسبت به میدان‌های مغناطیسی و الکتریکی و هم چنین نسبت به دما حساس نیست. در فوریه ۲۰۱۲ فیزیکدانان NIST-F1 نسخه بهبود یافته ساعت کوانتومی را با استفاده از تنها یک یون آلومینیوم ساختند. این ساعت به عنوان دقیق‌ترین ساعت در جهان در نظر گرفته شده‌است که میزان دقت آن دو برابر نسخه اولیه‌است.

## آزمایش‌های دقت
دقت ساعتهای کوانتومی به‌طور خلاصه توسط ساعتهای شبکه نوری مبتنی بر استرانسیم -۸۷ و ایتربیم -۱۷۱ تا سال ۲۰۱۹ جایگزین شد. ساعت مشبک نوری آزمایشی در مقاله Nature 2014 شرح داده شده‌است. در سال 2015 JILA عدم قطعیت مطلق فرکانس آخرین ساعت شبکه نوری استرانسیم-۸۷ خود را در ۱۰–۱۸ ۲. ۲٫۱ ارزیابی کرد، که مربوط به اتساع قابل اندازه‌گیری زمان گرانش برای تغییر ارتفاع ۲ سانتی‌متر (۰٫۷۹ اینچ) در سیاره زمین است که مطابق با JILA / همکار NIST ژوئن «تقریباً به مفید بودن برای ژئودزی نسبی نزدیک شده‌است». در این عدم قطعیت فرکانس ، انتظار می‌رود این ساعت نوری شبکه نوری JILA نه بیش از ۱۵ میلیارد (۱۰۱۰ ۱٫۵ ۵/۱) ثانیه ثانیه بگیرد و نه از دست بدهد.